# Zielonka (miasto)

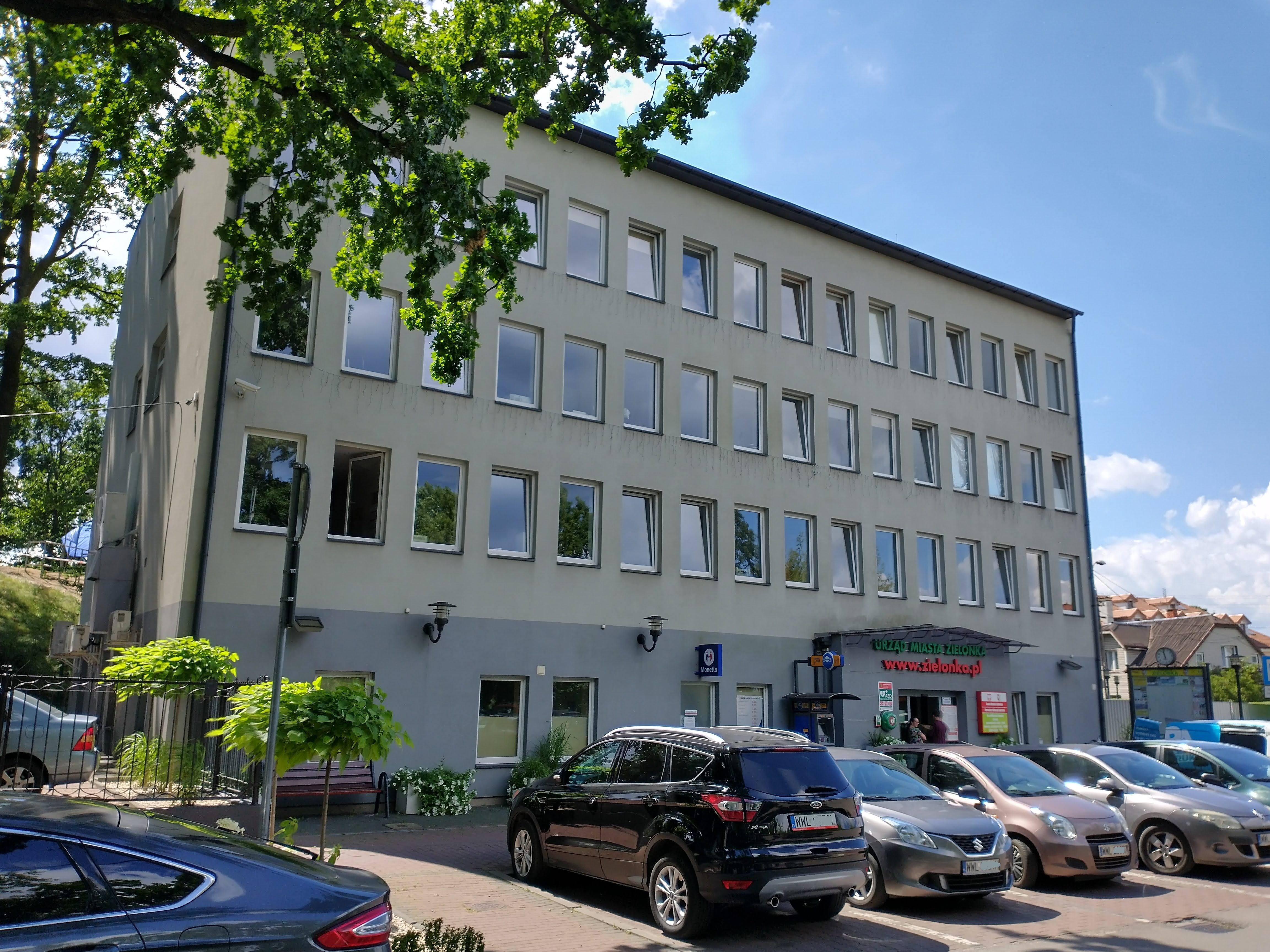
Urząd Miejski

Zielonka – miasto w województwie mazowieckim, w powiecie wołomińskim. Należy do aglomeracji warszawskiej.
W latach 1975–1998 administracyjnie należało do województwa warszawskiego.
Według danych GUS z 1 stycznia 2024 r. miasto liczyło 18 143 mieszkańców, będąc 30. najludniejszym miastem w województwie.
Wierni Kościoła rzymskokatolickiego należą częściowo do parafii św. Stanisława Kostki w Okuniewie.

## Dane ogólne
Ośrodek głównie mieszkaniowy i usługowy, choć ze względu na znaczną ilość terenów leśnych oraz pięć glinianek, o łącznej powierzchni wód wynoszącej nieco powyżej 30 ha, Zielonka jest podwarszawską miejscowością rekreacyjną. Wyznaczonych jest tu kilka szlaków turystycznych, m.in. w okolicach przepływającej przez teren gminy rzeki Długiej.
Zielonka otrzymała status osiedla w 1956, a prawa miejskie w 1960. Na terenie miasta funkcjonuje Wojskowy Instytut Techniczny Uzbrojenia oraz Centralny Wojskowy Ośrodek Metrologii. Wyróżnia się drobny przemysł: spożywczy, włókienniczy, odzieżowy i dziewiarski, oraz kilka cegielni.
14 maja 2009 na terenie Zespołu Szkół im. Prezydenta Ignacego Mościckiego otwarto obiekt wybudowany w ramach rządowego projektu „Orlik 2012”. Planuje się budowę nowej szkoły podstawowej i basenu.
Na terenie poligonu wojskowego w Zielonce, w sąsiedztwie Wojskowych Zakładów Lotniczych (przy granicy z warszawską dzielnicą Wesoła), powstanie najnowocześniejsze na świecie Laboratorium Badań Napędów Lotniczych Polonia Aero.
W Zielonce powstaje centrum produkcji i licencjonowania rakiet typu ziemia-morze i ziemia-ziemia, 31 maja 2019 roku umowę z wykonawcą podpisały Wojskowe Zakłady Elektroniczne. Jest to inwestycja w ramach projektu utworzenia Nadbrzeżnego Dywizjonu Rakietowego. Inwestycja ma być zakończona na przełomie 2019/2020 roku. Rakiety będą częścią systemu Patriot.
Ponadto w Zielonce znajdują się:
- 3 publiczne przedszkola,
- 4 publiczne szkoły podstawowe, z czego najnowsza, przekształcona z gimnazjum, posiada nowoczesną, wielofunkcyjną halę widowiskowo-sportową (która jest też boiskiem zespołu MUKS Zielonka) i multimedialną salą widowiskowo-konferencyjną,
- zespół szkół średnich,
- 2 parafie rzymskokatolickie,
- kaplica i dom Sióstr Dominikanek Misjonarek,
- cmentarz,
- Samodzielny Publiczny Zakład Opieki Zdrowotnej,
- Ośrodek Kultury i Sportu,
- 3 filie Miejskiej Biblioteki Publicznej[6],
- 3 banki,
- stacja kolejowa i przystanek kolejowy,
- poligon wojskowy zajmujący ok. 7/8 obszaru gminy.

### Szlak turystyczny
Na terenie miasta istnieje szlak turystyczny, oznaczany tablicami pod hasłem „Zielonka – miasto pod Dębami”, w skład którego wchodzi m.in. Park Dębinki, Plac Jana Pawła II czy Skwer Matki Teresy z Kalkuty.

## Struktura powierzchni
Według danych z roku 2008 Zielonka ma obszar 79,5 km², w tym:
- użytki rolne: 5%
- użytki leśne: 53%

Miasto zajmuje 8,3% powierzchni powiatu.

## Historia

### Początki
Osadnictwo na terenie Równiny Praskiej rozpoczęło się w epoce mezolitu (8000–4000 p.n.e.). Jego ślady znaleziono m.in. w okolicy Zielonki, w Siwkach i Maciołkach.
Przy drodze wiodącej od traktu do karczmy Mokry Ług powstała wieś opisywana na mapach jako Zielonka, a już przed 1920 nazywana Zielonką Bankową. Ciężko ustalić, czy jej ludność wliczona została w Słowniku Geograficznym Królestwa Polskiego i Litwy z 1895 do ogólnej liczby 40 mieszkańców miejscowości nazywanej „Folwark Zielonka alias nutka”. Do folwarku należało wtedy 195 mórg ziemi wraz z 45 morgami lasu.
Wzrost liczby mieszkańców sprawił potrzebę wzniesienia kościoła i utworzenia własnej parafii. Inicjatorem tej idei był ks. Bolesław Jagiełłowicz, kapelan Schroniska dla Nauczycieli. Dzięki jego staraniom w 1936 r. powstał komitet budowy, a teren ofiarowała rodzina Kulczyckich. W 1938 ukończono prezbiterium, a w 1939 utworzono parafię.

### Wydarzenia historyczne
W pobliżu i na terenie gminy, w październiku 1794 roku, podczas insurekcji kościuszkowskiej odbyła się Bitwa pod Kobyłką. W 1862 Zielonka uzyskała połączenie kolejowe z Warszawą. W sierpniu 1920 polscy żołnierze pokonali Armię Czerwoną, powstrzymując pochód komunizmu na zachód (Bitwa Warszawska). Polegli w tej bitwie zostali pochowani na cmentarzu w Ossowie.
W czasie kampanii wrześniowej stacjonowało tu dowództwo III/1 dywizjonu myśliwskiego Brygady Pościgowej oraz 111 Eskadra Myśliwska, 112 Eskadra Myśliwska i 152 Eskadra Myśliwska.
W czasie II wojny światowej na terenie gminy miały miejsce egzekucje, dziś upamiętnione pomnikami. Jednym z nich jest pomnik ku czci rozstrzelanych przez Niemców 11 listopada 1939 harcerzy i mieszkańców Zielonki. Mord ten był odwetem Niemców za rozwieszenie na terenie Zielonki plakatów z tekstem „Roty” Marii Konopnickiej. Usytuowane w południowo-zachodniej części gminy miejsce kaźni otaczane jest szczególną opieką przez harcerzy. O okolicznościach zbrodni opowiada nakręcony przez zielonkowskich harcerzy film pt. 11 listopada. Kolejnym jest oddalony o około 1 km od cmentarza punkt nieopodal Jeziora Czarnego, gdzie 31 lipca 1944 roku Niemcy rozstrzelali około 60 mieszkańców Marek, Pustelnika i Zielonki.

## Demografia
Według danych GUS z 31 grudnia 2021 r. miasto miało 18 179 mieszkańców
| Opis                              | Ogółem | Ogółem | Kobiety | Kobiety | Mężczyźni | Mężczyźni |
| --------------------------------- | ------ | ------ | ------- | ------- | --------- | --------- |
| Jednostka                         | osób   | %      | osób    | %       | osób      | %         |
| Populacja                         | 17 075 | 100    | 8977    | 52,6    | 8098      | 47,4      |
| Gęstość zaludnienia [mieszk./km²] | 215,5  | 215,5  | 113,3   | 113,3   | 102,2     | 102,2     |

| na podstawie danych GUS. |

### Podział administracyjny
Obecna Zielonka w końcu lat dwudziestych rozdzielona została na trzy części: Zielonka-Letnisko, Zielonka Bankowa i Zielonka Centralna.
Do 19 lipca 1924 Zielonka-Letnisko nosiła nazwę: Zielonka Uczastkowa (gmina Bródno, powiat warszawski).
W okresie międzywojennym obszar Zielonki należał do gminy Marki w powiecie warszawskim. W jej skład wchodziły wsie: Drewnica i Pustelnik Struga, kolonie: Czarna Struga, Czerwony Dwór, Drewnica, Halberówka, Henryków, Horowa Góra, Nowa Zielonka, Osinki, Piotrówka, Pustelnik D, Rogaczówka, Rościszewo, Struga, Szpitalna Drewnica, Zieleniec, Zielonka Bankowa, Zielonka-Letnisko i Poligon Wojskowy oraz folwark Nutka Zielonka i Nadleśnictwo Drewnica.
W latach 1948–1954 miejscowość była siedzibą wiejskiej gminy Zielonka. 1 stycznia 1956 Zielonka otrzymała prawa osiedla, a 30 grudnia 1960 prawa miejskie.

## Zabytki

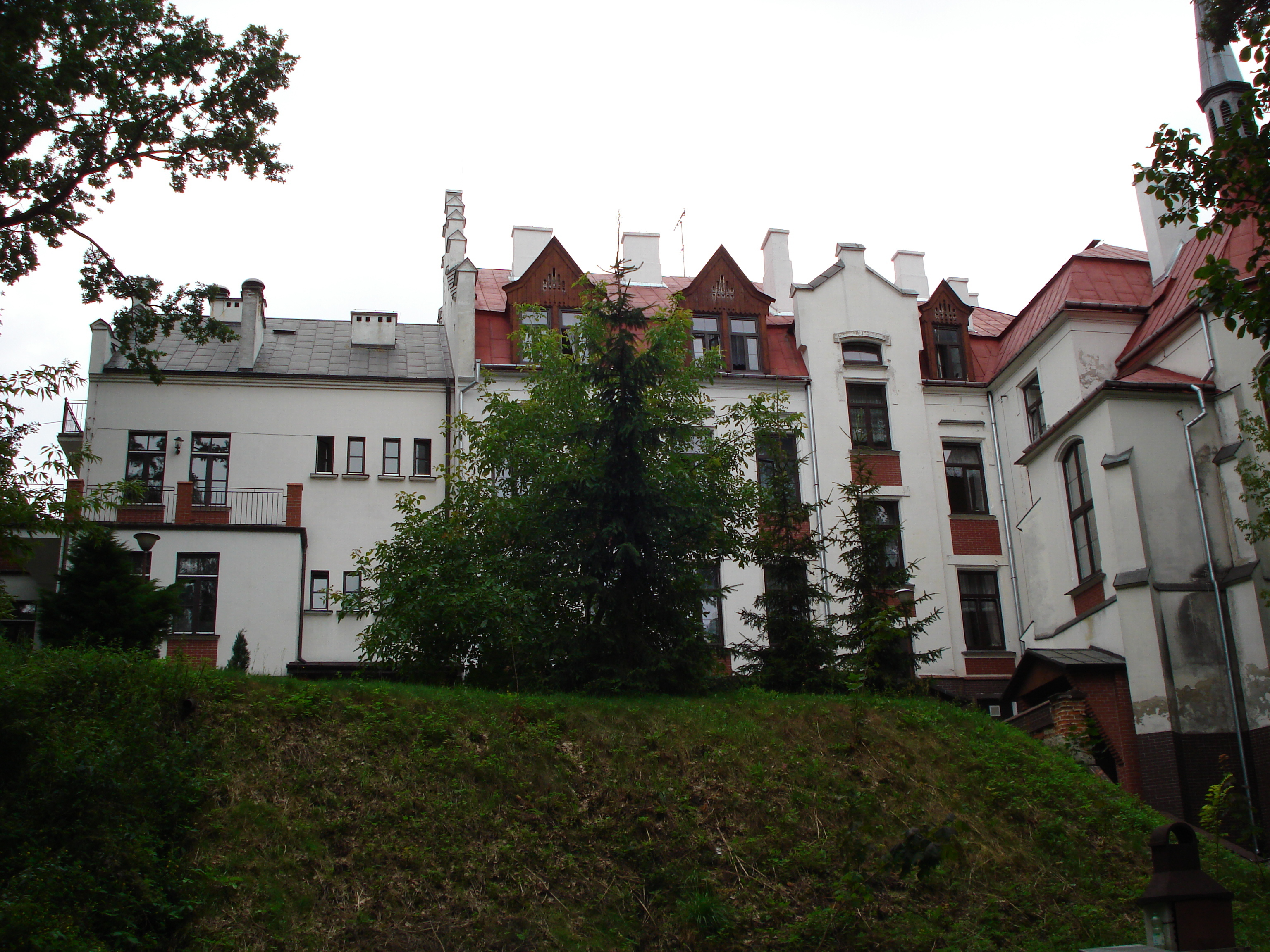
Dom Pomocy Społecznej

- Kościół pw. Matki Bożej Częstochowskiej z lat 1936–1939[21].
- Dom Pomocy Społecznej (dawne schronisko dla nauczycielek) z 1902 – neogotycki, dwupiętrowy budynek projektu Stefana Szyllera, usytuowany na wydmie, wśród terenu parkowego ze stawem. W okresie powstania listopadowego w ówcześnie stojącym w tym miejscu budynku szyto mundury dla wojsk polskich.
- Skwer Armii Krajowej wraz z pomnikiem Żołnierzy Armii Krajowej i rozstrzelanych mieszkańców[22]. (W tym miejscu celebrowane są oficjalne, zielonkowskie uroczystości patriotyczne, takie jak Święto Konstytucji 3 Maja, obchody wybuchu Powstania Warszawskiego czy Święto Niepodległości).
- Zabudowa letniskowa przy ulicy Kolejowej 11 (Najprawdopodobniej jeden z najstarszych budynków w mieście – jego powstanie szacuje się na drugą połowę XVIII wieku).
- Tablica „Wypędzonych” przy ulicy Mickiewicza.
- Muzeum Zielonki (dawna siedziba policji i władz gminy).

Zabytki wpisane do rejestru KOBiDZ
- Willa z ogrodem, drewniano-murowana, XIX/XX, po 1930 przy ul. Sienkiewicza 20 (nr rej. 1441-A z 2.08.1990).

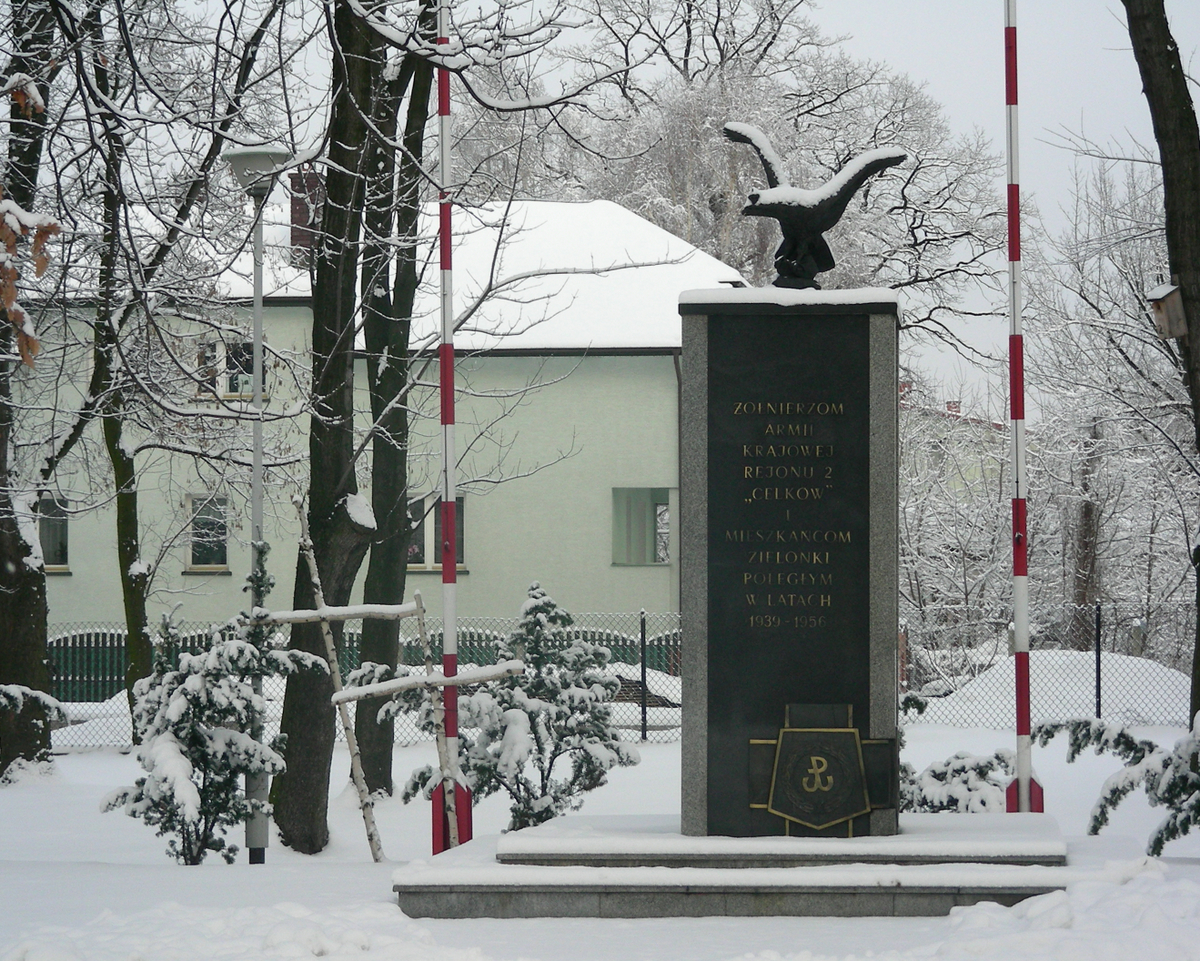
Skwer Armii Krajowej

## Położenie
Miasto w centralnej Polsce, w aglomeracji warszawskiej, około 13 km na północny wschód od centrum Warszawy. Położone na Nizinie Środkowomazowieckiej, w Kotlinie Warszawskiej, między Wysoczyzną Ciechanowską od wschodu i Wysoczyzną Siedlecką od południowego wschodu.

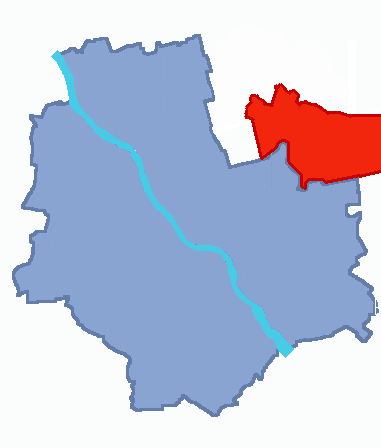
Zielonka względem Warszawy

### Sąsiednie gminy
Dębe Wielkie, Halinów, Kobyłka, Marki, Poświętne, Stanisławów, Sulejówek, m.st. Warszawa, Wołomin, Ząbki.

## Przyroda

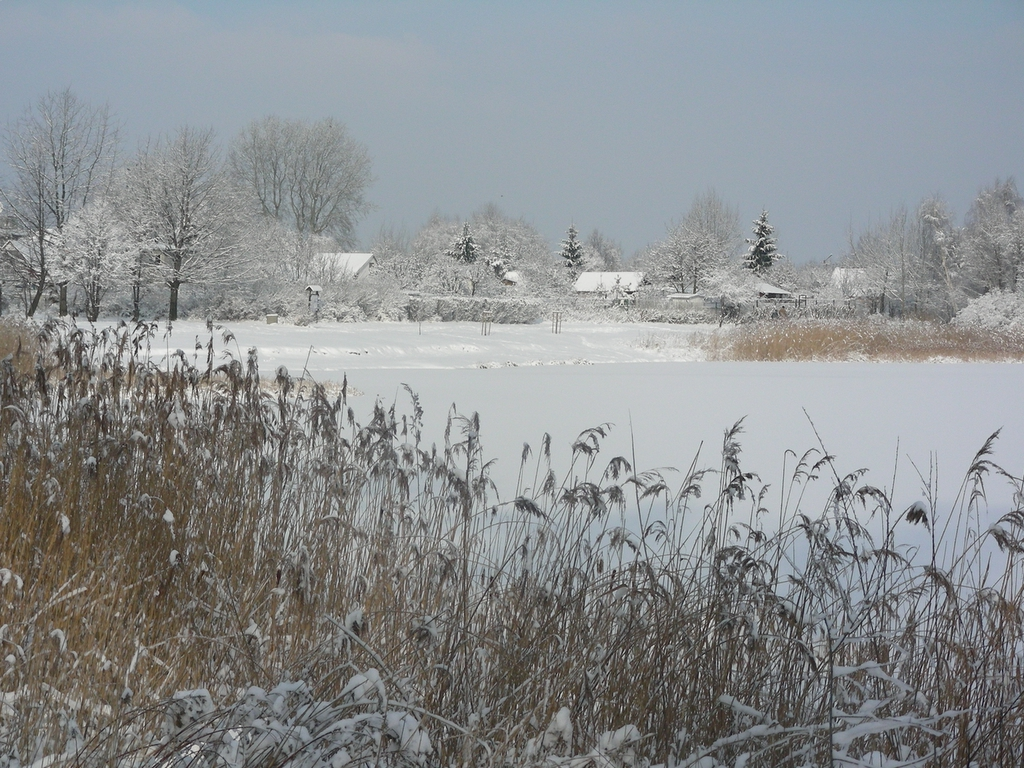
Glinianki zimą

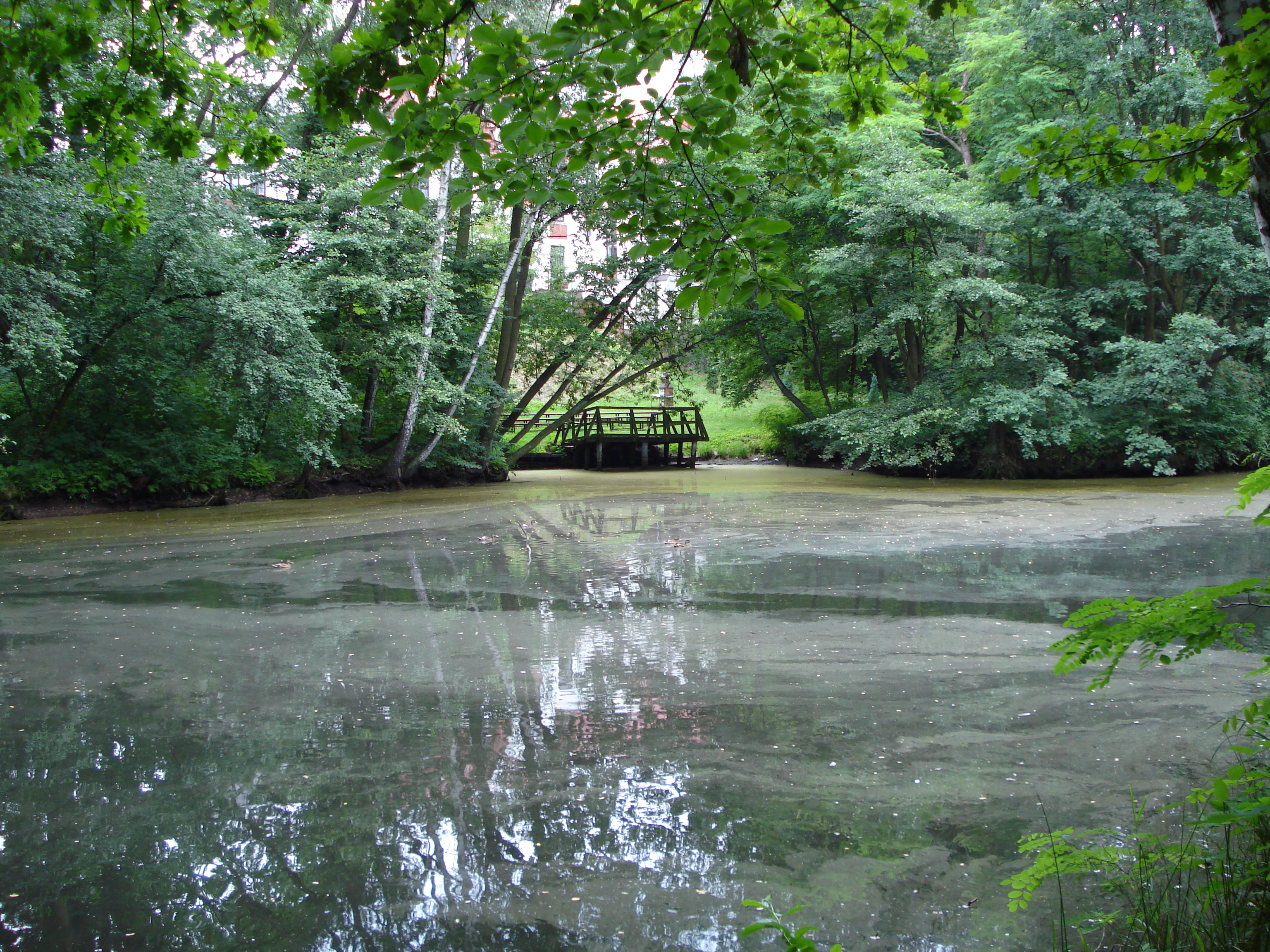
Staw przy Domu Pomocy Społecznej

Gmina Zielonka należy do Warszawskiego Obszaru Chronionego Krajobrazu.
Właściwym dla Zielonki jest Nadleśnictwo Drewnica, wchodzące w skład Leśnego Kompleksu Promocyjnego „Lasy Warszawskie”.
Na terenie gminy częściowo znajdują się rezerwaty przyrody:
- Bagno Jacka,
- Mosty Kalińskie

W ramach programu sieci obszarów objętych ochroną przyrody na terytorium Unii Europejskiej Natura 2000 w celu zachowanie określonych typów siedlisk przyrodniczych oraz gatunków, które uważane są za cenne i zagrożone w skali całej Europy, objęte zostały:
- Strzebla Błotna w Zielonce[24]
- Poligon Rembertów[25]

W gminie zarejestrowano 86 drzew – pomników przyrody:
- 78 dębów szypułkowych, w tym:
  - Marcin – ustanowiony pomnikiem przyrody 29 grudnia 1972 (wysokość 22 m, pierśnica 146 cm)[26],
  - Józef – ustanowiony pomnikiem przyrody 28 czerwca 1982 (wysokość 24 m)[27],
  - Dąb Bolesława Prusa – ustanowiony pomnikiem przyrody 2 lutego 1987[28],
- 2 jesiony wyniosłe,
- 2 lipy drobnolistne,
- 1 brzozę brodawkowatą,
- 1 grab zwyczajny,
- 1 olszę czarną,
- 1 wiąz szypułkowy.

Wody powierzchniowe płynące:
- Rzeka Długa.

Wody powierzchniowe stojące:
- 5 glinianek,
- liczne stawy

Niecałe 80 metrów na północ od granicy miasta, w Markach, znajduje się Jezioro Czarne (Kruczek).

## Transport

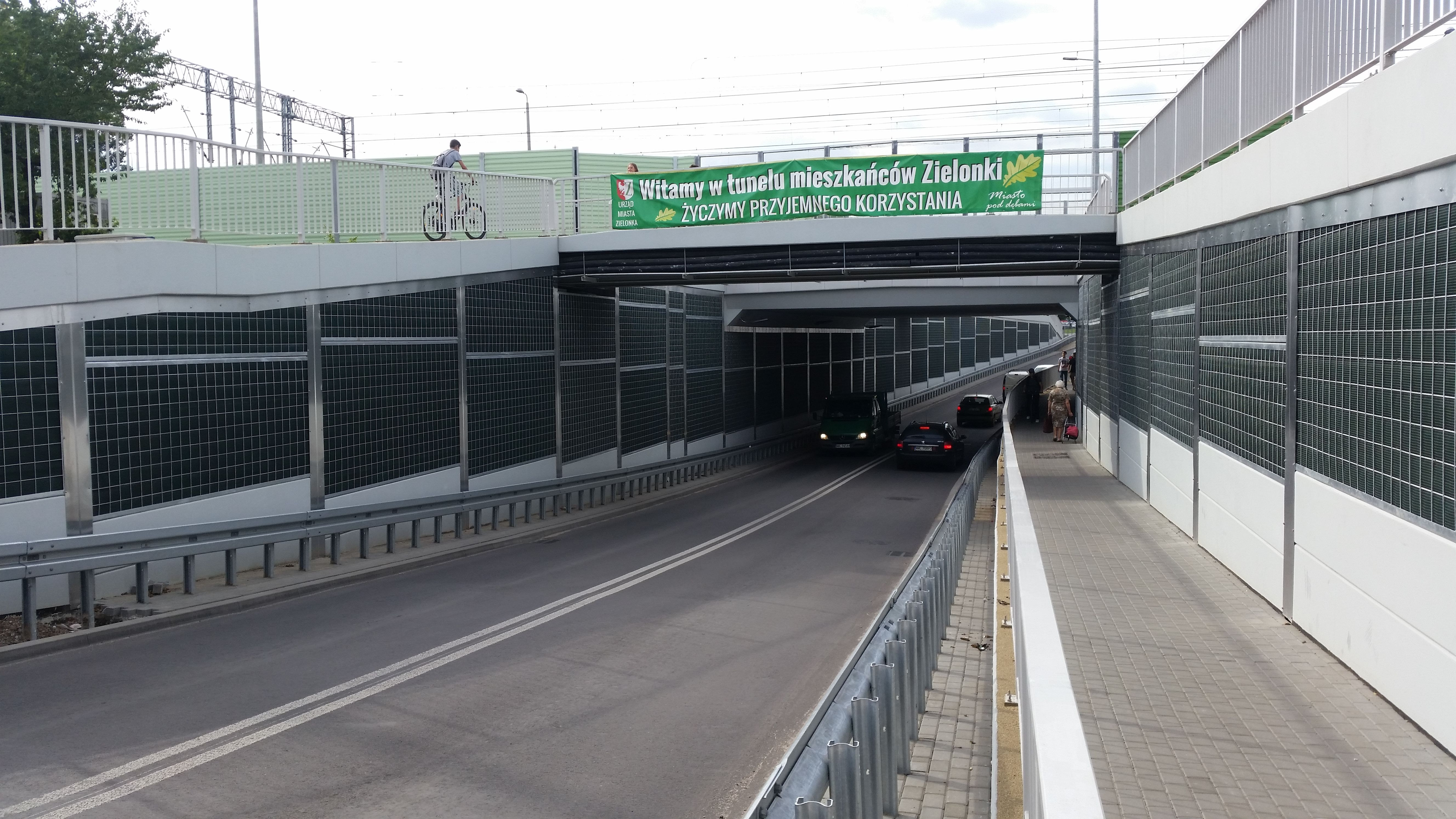
Przejazd pod torami na ulicy Kolejowej

Zielonka jest istotnym węzłem drogowym i kolejowym.

### Drogi
W Zielonce krzyżują się drogi wojewódzkie:
- droga wojewódzka nr 631: Warszawa – Zielonka – Nowy Dwór Mazowiecki,
- droga wojewódzka nr 634: Warszawa – Zielonka – Tłuszcz.

W grudniu 2017 zakończyła się budowa odcinka trasy S8 Marki – Radzymin, do którego dostęp zapewnia węzeł „Zielonka” na skrzyżowaniu z DW 631, położony na granicy Marek i Zielonki.
Na terenie miasta znajdowała się także krótka droga wojewódzka nr 625 łącząca drogę wojewódzką 634 ze stacją kolejową. Droga ta została przekształcona w drogę gminną 18 września 2018 r.
Po modernizacji ulicy Kolejowej, pod torami kolejowymi przebiega przejazd dla aut oraz węższy chodnik dla pieszych.

### Kolej

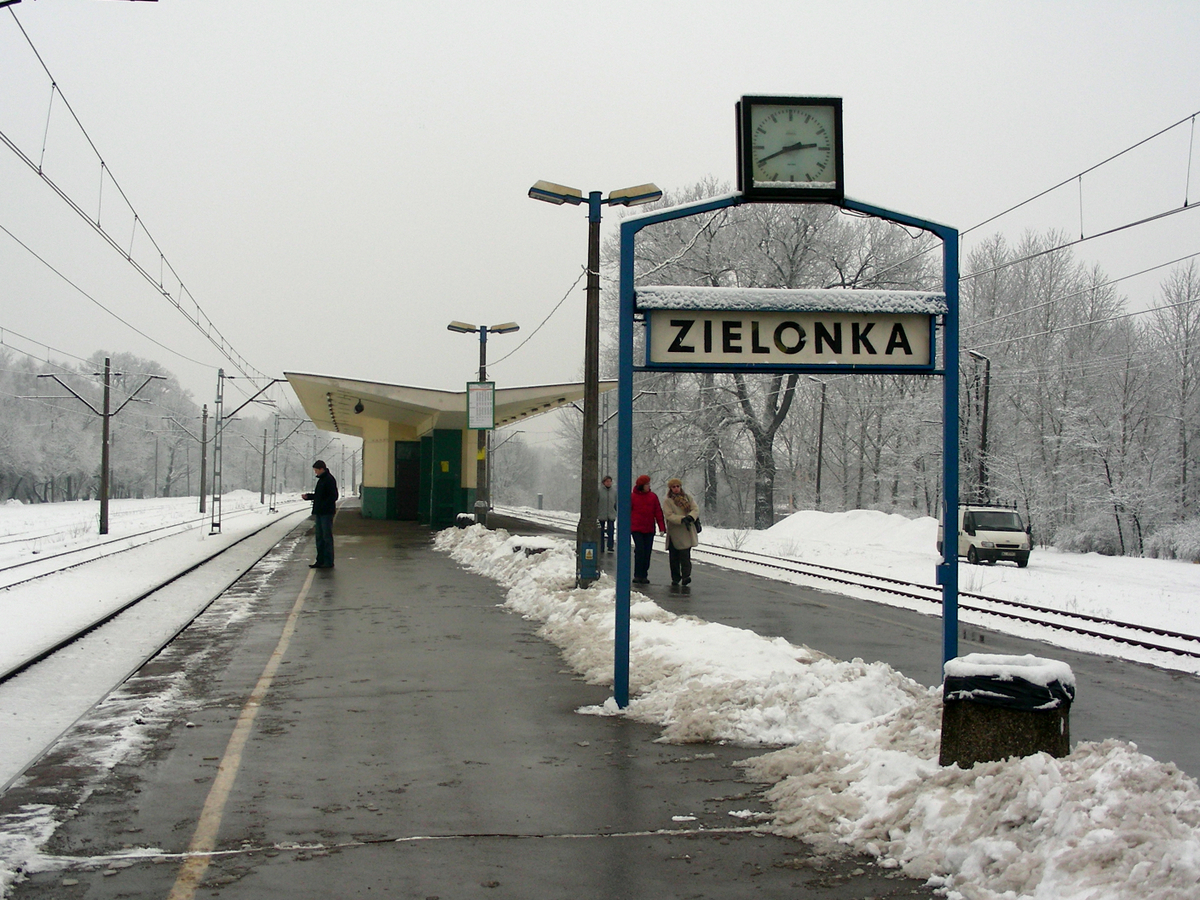
Stacja kolejowa Zielonka zimą

Zielonka leży przy ważnych liniach kolejowych. Pociągi kursują w kierunkach:
- Zielonka – Tłuszcz – Białystok (tzw. kolej warszawsko-wileńska)[8],
- Zielonka – Warszawa Wileńska,
- Zielonka – Warszawa Zachodnia (od 1933)[8].

W obrębie miasta znajdują się dwie stacje kolejowe: węzłowa Zielonka i Zielonka Bankowa.

### Transport miejski

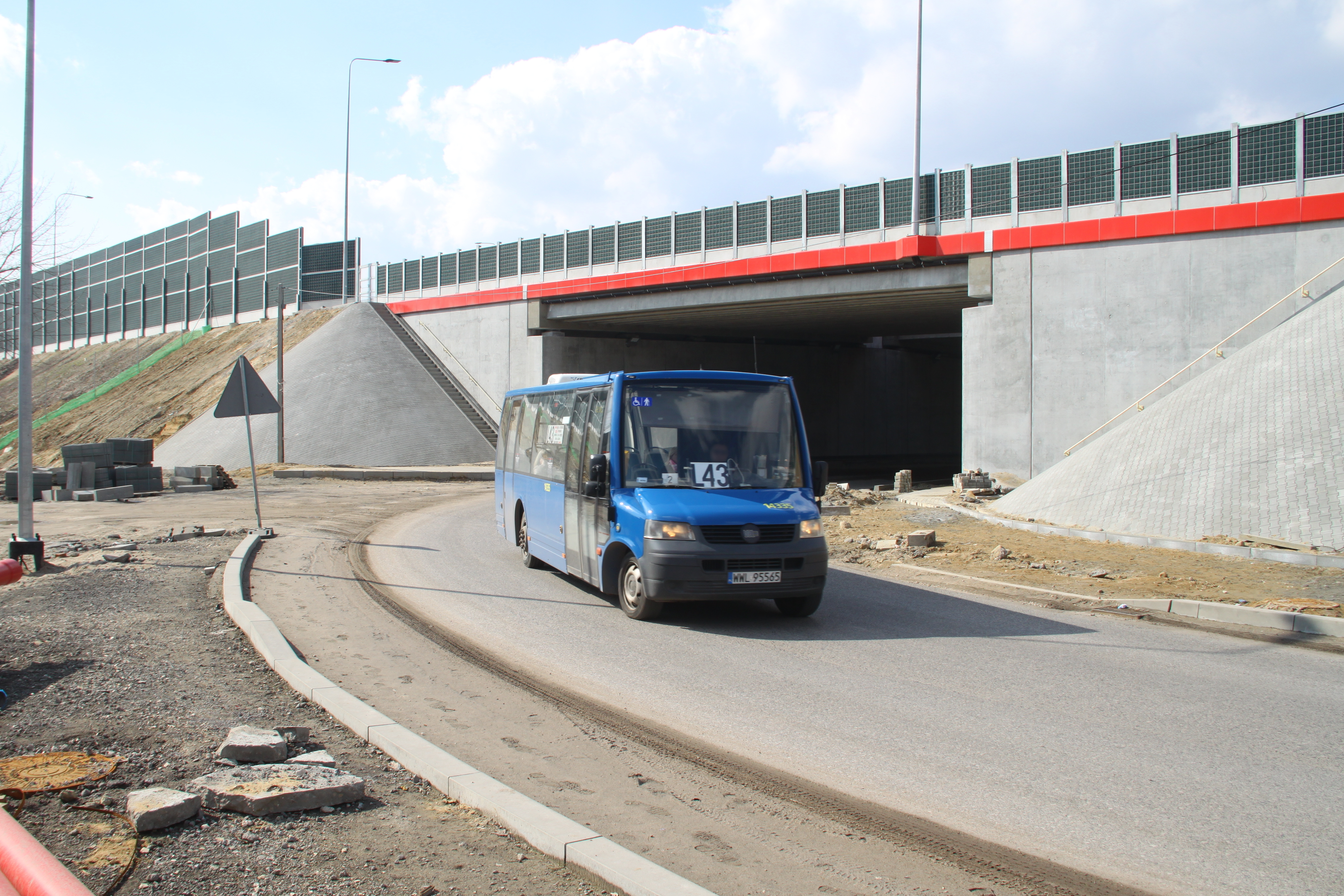
Autobus VDL ProCity na linii L43 na ulicy Mareckiej, w tle wiadukt obwodnicy Marek nad tą ulicą

Przez terytorium Zielonki (strefa 2. ZTM) wyznaczona jest trasa linii N62 autobusów nocnych, o przebiegu Dworzec Centralny w Warszawie – Ząbki – Zielonka – Osiedle Niepodległości w Wołominie. W Zielonce kursują linie L43 i L46 (z dzielnicy Zielonka Bankowa do Centrum Handlowego M1 w Markach) oraz linie L26 (Zielonka-Kobyłka-Turów) i L27 (Zielonka-Turów-Kobyłka-Wołomin-Nadma), uruchomione wspólnie z ZTM, w których (poza L26) honorowana jest karta mieszkańca i bilety ZTM na II strefę (jednodniowe i dłuższe). Dla mieszkańców Zielonki dostępny jest również Bilet Metropolitalny, wariant Warszawskiej Karty Miejskiej o obniżonej cenie, dostępny dla mieszkańców odprowadzających podatki na terenie gminy.

## Oświata

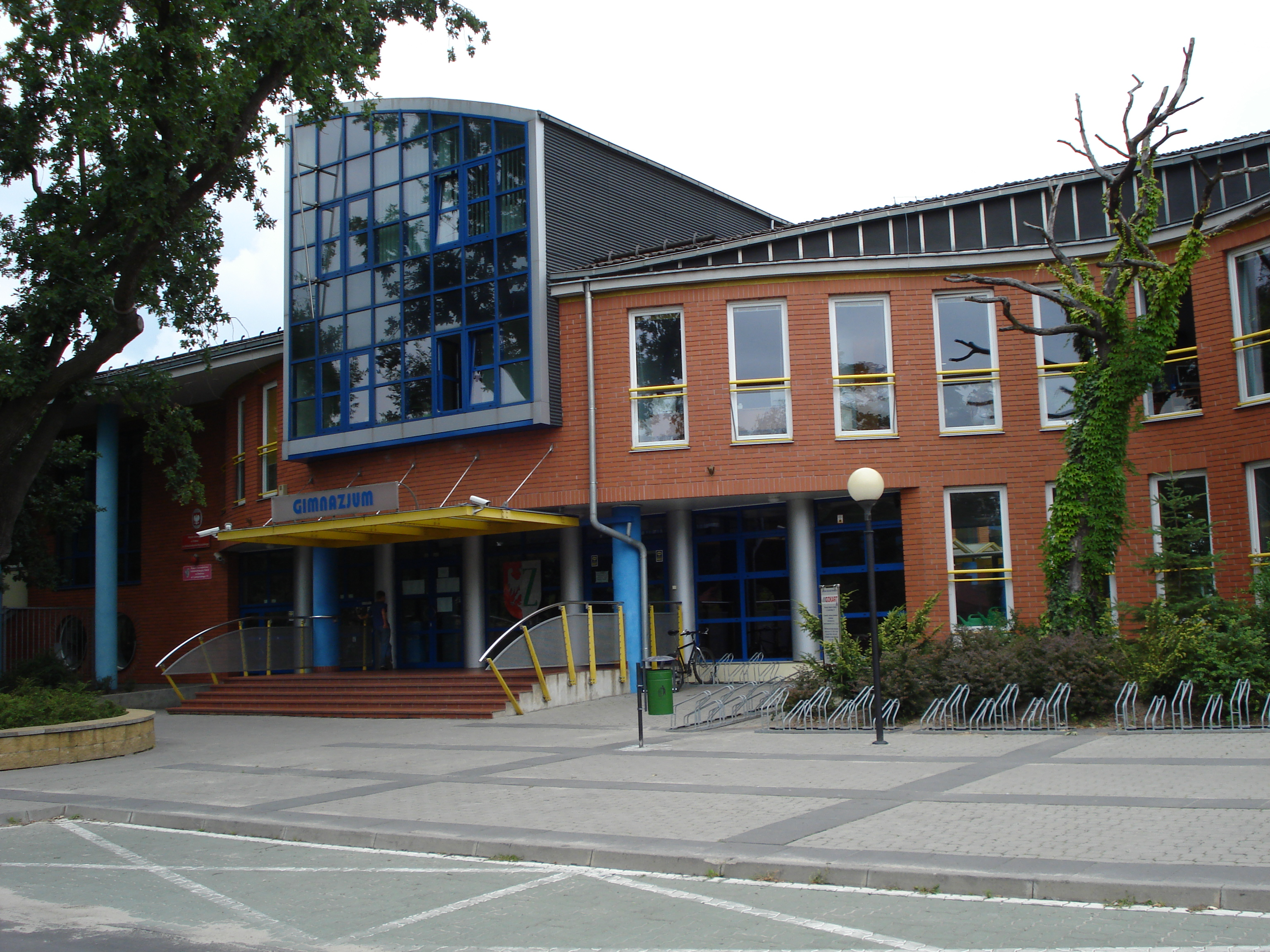
Szkoła Podstawowa nr. 4 (dawne Miejskie Gimnazjum im. Stefana Kardynała Wyszyńskiego)

### Szkoły podstawowe
- Szkoła Podstawowa nr 1 im. Bolesława Prusa
- Szkoła Podstawowa nr 2 im. Mikołaja Kopernika
- Szkoła Podstawowa nr 3 im. Janusza Korczaka
- Szkoła Podstawowa nr 4 im. Stefana Kardynała Wyszyńskiego
- Szkoła Aktywności Twórczej Niepubliczna Szkoła Podstawowa nr 48

### Szkoły średnie i policealne
- Zespół Szkół im. Prezydenta Ignacego Mościckiego

## Wspólnoty wyznaniowe
- Kościół rzymskokatolicki:
  - parafia św. Jerzego
  - parafia Matki Bożej Częstochowskiej
- Świadkowie Jehowy:
  - zbór Zielonka (Sala Królestwa ul. Paderewskiego 102)[31]

## Władze miasta
W roku 1990 burmistrzem Zielonki został Jan Olszowski. Następnie urząd burmistrza sprawował Edmund Żukowski (1994–1998). W latach 1998–2002 burmistrzem był Stefan Stępkowski. Pierwszym burmistrzem miasta wybranym w wyborach bezpośrednich był w latach 2002–2010 – Adam Łossan. W drugiej turze wyborów samorządowych 5 grudnia 2010, osiągając wynik 55% głosów, na stanowisko burmistrza został wybrany Grzegorz Dudzik. Był burmistrzem przez dwie kadencje. Od 2018 burmistrzem miasta jest Kamil Michał Iwandowski.